# R-29 Vysota
R-29 Vysota foi a família dos primeiros mísseis balísticos intercontinentais para submarinos (SLBM) com ogivas nucleares pertencentes à União Soviética.
As primeiras versões foram desenvolvidas no final dos anos 1960.

## Versões

### R-29 (designaçãoOTAN:SS-N-8)
A versão original, cujo primeiro voo de teste ocorreu em 1969 e cujo desenvolvimento foi concluído em 1973.

#### Especificações
- Massa total: 32.800 kg
- Diâmetro: 1,8 m
- Comprimento total: 13,2 m
- Ogiva: 680 kg
- Alcance máximo: 7700 km
- CEP: 1,56 km

### R-29R (designação OTAN:SS-N-18; também conhecido comoVolna)
Primeiro voo de teste em 1975. O primeiro lançamento de um submarino ocorreu em 1978.

#### Especificações
- Massa total: 34.388 kg
- Diâmetro: 1,8 m
- Comprimento total: 14,4 m
- Ogiva: 1300 kg
- Alcance máximo: 6500 km
- CEP: 1,4 km

### R-29D (designação OTAN:SS-N-8; também conhecido comoVysota)
Primeiro voo de teste em 1976.

#### Especificações
- Massa total: 33.300 kg
- Diâmetro: 1,8 m
- Comprimento total: 13 m
- Ogiva: 860 kg
- Alcance máximo: 9100 km
- CEP: 0,97 km

### R-29K (designação OTAN:SS-N-18)
Primeiro voo de teste em 1977.

#### Especificações
- Massa total: 34.388 kg
- Diâmetro: 1,8 m
- Comprimento total: 14,4 m
- Ogiva: 820 kg
- Alcance máximo: 7980 km
- CEP: 0,9 km

### R-29RL (designação OTAN:SS-N-18)
Primeiro voo de teste em 1981.

#### Especificações
- Massa total: 35.300 kg
- Diâmetro: 1,8 m
- Comprimento total: 14,09 m
- Ogiva: 1300 kg
- Alcance máximo: 6500 km
- CEP: 0,9 km

### R-29RM (designação OTAN:SS-N-23)
Primeiro voo de teste em 1983. Desenvolvimento concluído em 1986.

#### Especificações
- Massa total: 40.300 kg
- Diâmetro: 1,9 m
- Comprimento total: 14,8 m
- Ogiva: 1810 kg
- Alcance máximo: 8310 km
- CEP: 0,9 km